# 五十日圓紙幣
五十日圓紙幣，是日本銀行發行的日本紙幣之一，面額為50日圓，僅於1951年12月1日發行過一種，後被1955年發行的五十日圓硬幣取代。雖然已停止發行多年，但五十日圓紙幣仍是日本政府認可的合法有效貨幣。

## B號券
- 面額：五十元（50円）
- 正面：高橋是清[1]
- 背面：日本銀行本店本館[1]
- 尺寸：縱向68mm、橫向144mm[1]

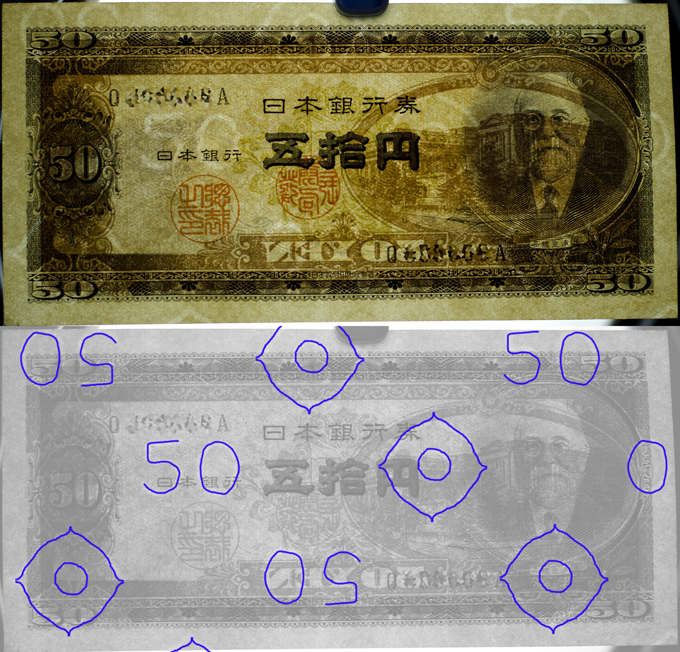
B五十元券的浮水印位置

- 發行起始日：1951年（昭和26年）12月1日[1]
- 發行終止日：1958年（昭和33年）10月1日
- 有效貨幣

本型券是日本銀行首次，也是唯一一次發行的五十日圓紙幣，是第二種由官方發行的五十日圓紙幣（第一種是明治維新時期，由大蔵省紙幣司印發的明治寶通五十元券）。本券已經使用了一些初期的防偽措施，例如印有數字「50」與日本銀行標誌的浮水印，以及流水號系統。流水號系統與現代紙鈔一樣是採英文字母加數字的組合，但是由於發行數量少，因此英文字母只有一位數（現代日圓紙鈔多是兩位數英文字母）。
B號五十元券在1951年發行後不久，第一版的五十日圓硬幣就在1955年發行了，因為實用性等因素，五十元紙幣很快就被硬幣取代，在1958年停止發行。由於發行時間只有短短7年，流通數量相當少，因此B五十元券在收藏方面具有相當不錯的價值。

## 未發行的紙鈔
1927年，昭和金融恐慌爆發，為了穩定因為擠兌造成的貨幣不足的問題，日本銀行曾計畫印製一種只有單面印刷的五十日圓紙幣「甲號五十元券」（甲号五拾圓券），但由於騷動在印製計畫完成之前就平息，因此並沒有對外發行，現今僅有極少量當年發給相關從業人士的樣本鈔留存。2015年12月19日，由東京電視台播放的《稀世珍寶開運鑑定團》節目中，一張由居住在北海道旭川市的男性所持有的甲號五十元券被交給該節目的鑑定師鑑定，鑑定結果為真品，預估價值高達1000萬日圓。
在同一計畫的的還有乙號兩百元券，同樣只有單面印刷，不同的是乙號兩百元券有正式發行，並在市場上流通了近二十年。